# Matador Mix
Matador Mix er en blandet slikpose fra Haribo, som blev introduceret i 1983. Det var den første Haribopose i Danmark som indeholdt en blanding af deres produkter, og har siden indførelsen været den suverænt bedst sælgende slikpose fra Haribo i Danmark. I 2023 blev det rapporteret, at 6,8 % af alt slik, der blev spist i Danmark var Matador Mix, og 73 % af befolkningen spiste Matador Mix en eller flere gange om året, mens 27 % gjorde det månedligt.
I løbet af sommeren 2015 indførtes en ny variant af den klassiske blading, Matador Mix Sunny.
Der er også blevet introduceret Matador Mix Dark, som primært indeholder lakrids.